# Водяное (Покровская сельская община)
Водяное (укр. Водяне) — село,
Покровский поселковый совет,
Покровский район,
Днепропетровская область,
Украина.
Код КОАТУУ — 1224255101. Население по переписи 2001 года составляло 398 человек .

## Географическое положение
Село Водяно́е находится в 3,5 км от правого берега реки Волчья,
на расстоянии в 1 км расположены сёла Романки и Отришки.
По селу протекает пересыхающий ручей с запрудами, вдоль которого село вытянуто на 8 км.
Рядом проходят автомобильная дорога Т-0401 и
железная дорога, ближайшая станция Чаплино в 8-и км.

## История
- 1803 — дата основания.